# Robert Hültner
Robert Hültner (* 4. Juni 1950 in Inzell) ist ein deutscher Roman-, Theater-, Hörspiel- und Drehbuchautor.

## Leben
Robert Hültner entstammt mütterlicherseits einer alten Bauernfamilie in den Chiemgauer Bergen, seine Vorfahren väterlicherseits waren Oberpfälzer Landarbeiter. Nach einer Lehre als Schriftsetzer und einem Dokumentarfilm-Studium an der Filmhochschule München arbeitete er als Regisseur von Kurzfilmen, Regieassistent und Medienpädagoge, Kinotechniker und Filmrestaurator. Er lehrte viele Jahre Dramaturgie und Drehbuch an der FH Salzburg und zog mit einem Wanderkino durch kinolose Dörfer. Mit seiner im Bayern der Weimarer Republik angesiedelten Romanreihe um den Münchner Kriminalinspektor Paul Kajetan gilt er als einer der Begründer des bayerischen Regionalkrimis. Er verfasste darüber hinaus historische Romane, Theaterstücke, Hörspiele, Drehbücher und Bühnencollagen sowie Kurzgeschichten und Essays zu regionaler Kulturgeschichte. Sein Roman um den „Zauberflöte“-Librettisten Emanuel Schikaneder wurde von Marcus H. Rosenmüller verfilmt. Hültner lebt in München und in einem Bergdorf in Südfrankreich.

## Auszeichnungen
- 1996 Deutscher Krimipreis (National 1) für Inspektor Kajetan und die Sache Koslowski
- 1998 Friedrich-Glauser-Preis für Die Godin
- 1998 Deutscher Krimipreis (National 1) für Die Godin
- 2009 Tukan-Preis für Inspektor Kajetan kehrt zurück
- 2014 Deutscher Krimipreis (National 2) für Am Ende des Tages
- 2015  ITAS-Sonderpreis „Premio libro di montagna“ für „Tempeste di neve“ / Italienische Ausgabe von Inspektor Kajetan kehrt zurück

## Sonstige Auszeichnungen
- 2013 Die Website Il paradiso degli orchi listet Tempeste di neve (Inspektor Kajetan kehrt zurück) zu den besten Roman-Neuerscheinungen des Jahres in Italien.
- 2013 KrimiZEIT-Bestenliste und die Kulturredaktion der WELT zählen Am Ende des Tages zu den zehn besten internationalen Krimi-Neuerscheinungen des Jahres.

## Nominierungen
- 1996 nominiert für den Friedrich-Glauser-Preis für  Inspektor Kajetan und die Sache Koslowski
- 2005 nominiert für den Friedrich-Glauser-Preis für  Inspektor Kajetan und die Betrüger
- 2010 „Irmis Ehre“ (BR) für den Deutschen Hörbuchpreis nominiert (Kategorie „Das besondere Hörbuch / bester Krimi“)

## Werke (Auswahl)

### Romane
- Der Hüter der köstlichen Dinge. Goldmann, München 2001, ISBN 3-442-75042-3.
- Der Sommer der Gaukler. btb, München 2006, ISBN 3-442-75130-6.
- Ende der Ermittlungen. Edition Nautilus, Hamburg 2007, ISBN 978-3-89401-553-4.
- Tödliches Bayern. btb, München 2014, ISBN 978-3-442-75185-3.
- Lazare und der tote Mann am Strand. btb, München 2017, ISBN 978-3-442-75660-5.
- Lazare und die Spuren des Todes  btb München 2021,  ISBN 978-3-442-75659-9

Kajetan-Reihe
- Inspektor Kajetan und die Sache Koslowski. Goldmann, München 1995, ISBN 3-442-73180-1.
- Walching. btb, München 2006, ISBN 3-442-72141-5 (EA München 1993)
- Die Godin. Goldmann, München 2001, ISBN 3-442-72884-3 (Nachdr. d. Ausg. Frankfurt/M. 1997)
- Inspektor Kajetan und die Betrüger. btb, München 2004, ISBN 3-442-75119-5.
- Inspektor Kajetan kehrt zurück. btb, München 2009, ISBN 978-3-442-74322-3.
- Am Ende des Tages. btb, München 2013, ISBN 978-3-442-75185-3.

Türk-Reihe
- Das schlafende Grab. Türks erster Fall. btb, München 2004, ISBN 3-442-73169-0.
- Fluch der wilden Jahre. Türks zweiter Fall. btb, München 2005, ISBN 3-442-73247-6.

Kunstbuch
- Inspektor Kajetan und die Sache Koslowski. Graphic Novel 2012, Zeichnungen von Bernd Wiedemann
- "MoriTat" (mit Aquarellen von Michael von Cube) 2022, ISBN 978-3-943106-28-2

### Theaterstücke
- Der Deserteur, 1983
- Schikaneder. 2004.
- Marseillaise. 2006.
- Der Leutnant von A. 2007.
- Der Bedeutende. 2008.

- Am Grab des Rebellen / Theo Berger. 2020

### Hörspiele
- Walching. 1996.
- Radio-Tatort 6, BR: Irmis Ehre. 2008.
- Radio-Tatort 15, BR: Hexenjagd. 2009.
- Radio-Tatort 23, BR: Dienstschluss. 2009.
- Radio-Tatort 35, BR: Unter sticht Ober. 2010.
- Radio-Tatort 39, BR: Vanitas. 2011.
- Radio-Tatort 48, BR: Unter Verdacht. 2011.
- Radio-Tatort 58, BR: Der Stalker. 2012.
- Radio-Tatort 70, BR: Wasser bis zum Hals. 2013.
- Radio-Tatort 76, BR: Wallfahrt. 2014.
- Radio-Tatort 83, BR: Winterliebe. 2014.
- Radio-Tatort 85, BR: Schenja. 2015.
- Radio-Tatort 91, BR: Menetekel. 2015.
- Radio-Tatort 103, BR: Unten am Fluss. 2016.
- Radio-Tatort 111, BR: Toter Acker. 2017.
- Radio-Tatort 117, BR: Die weiße Frau. 2017.
- Radio-Tatort 127, BR: Rudi muss raus. 2018.
- Radio-Tatort 132, BR: Der Schatz in der Taverne. 2019
- Kajetan und die Betrüger, BR 2022 (Zweiteiler)

### Hörbuch
- „Ende der Ermittlungen“ (gelesen von Udo Wachtveitl, Hörbuch Hamburg 2007)

### Drehbücher
- 2004: Tatort: Vorstadtballade, Regie: Martin Enlen
- 2011: Sommer der Gaukler, Kinofilm, Regie: Marcus H. Rosenmüller, Scripting in Zusammenarbeit mit Klaus Wolfertstetter